# 岡田和樹
岡田 和樹（おかだ かずき、1997年1月7日 - ）は、元札幌テレビ放送のアナウンサー。

## 略歴・人物
- 慶應義塾高等学校、慶應義塾大学法学部卒業後、2019年入社。同期入社は佐々木美波。
- 2019年6月6日放送のSTVラジオ「工藤じゅんきの十人十色」内のSTVニュースで、アナウンサーとして初鳴き。
- 大学在学中には慶應義塾中等部野球部のコーチを務めていた。
- 中学時代からアイドルにのめり込み、握手会やイベントに通い詰める。現在もアイドルファンである。推しは小嶋陽菜、宮脇咲良[1]。
- 松任谷由実のモノマネが得意[2]。
- 2025年3月28日のどさんこワイド朝で退社を発表[3]

## 過去の出演番組

### テレビ
- どさんこワイド朝（2021年10月 - ）
- どさんこワイド（不定期出演）
- STVニュース（不定期）
- ハッピーおとどけ隊（2019年 - 不定期キャスター）

### ラジオ
- GO!GO!サンデー（2019年11月17日）
- ごきげんようじ（2019年10月 - 2021年4月中継リポート）
- 明石のいんでしょ大作戦!（2021年4月 - 9月）
- まるごと!エンタメ〜ション
  - ようじのぢかん 5月第1週（2022年5月2日 - 2022年5月6日）
  - ようじのぢかん 4月第1週（2023年4月3日 - 2023年4月7日）
- アタックヤング60（2023年2月パーソナリティー）
- STVファイターズLIVE
  - 三井住友カード presents　New!Baseball Live!! フィールドレポーター　Fビレッジナビゲーター（2023年3月14日）
- STVニュース